# Gesetz zur Regelung der Wohnungsvermittlung
Das Gesetz zur Regelung der Wohnungsvermittlung (Wohnungsvermittlungsgesetz) ist ein deutsches Gesetz, das die Tätigkeit der Makler im Bereich Vermittlung von (Miet-)Verträgen über Wohnraum regelt. Insbesondere umfasst es Regelungen zum Tätigwerden eines Maklers, zur Zulässigkeit und Höhe der Provision (maximal zwei Monatsmieten zuzüglich der gesetzlichen Umsatzsteuer) sowie Formvorschriften für Wohnungsangebote. Verstöße gegen einzelne Vorschriften stellen eine Ordnungswidrigkeit dar, die mit Geldbuße geahndet werden kann.
Seit 1. Juni 2015 gilt das Bestellerprinzip, nach dem derjenige die Maklerprovision zahlt, der diesen beauftragt hat.
Das Gesetz wurde 1971 als Art. 9 des Gesetzes zur Verbesserung des Mietrechts und zur Begrenzung des Mietanstiegs sowie zur Regelung von Ingenieur- und Architektenleistungen (BGBl. 1971 I S. 1745, 1747) erlassen.